# Vicent Olmos i Claver
Vicent Olmos (Catarroja, Horta, aprox. 1744 - ?, ?) fou un compositor i eclesiàstic valencià.
Procedent de la catedral de València, on el 1768, sent ja prevere, tenia un càrrec intitulat d'acòlit, es presentà a oposicions al magisteri de Sogorb, vacant per haver ingressat el mestre anterior, mossèn Francesc Vives, en l'orde de Sant Jeroni. Aquestes es realitzaren el 9 de febrer de 1772, i agraciat amb la plaça, pren posició d'aquesta el 28 del mateix mes i any. regentà la capella fins al 1779, en que es retirà també al monestir de Jerònims de la Murtra d'Alzira, on professà el 3 de novembre de 1780.
En la Catedral de Sogorb es conserven les obres següents:
- Missa amb orquestra (1769);
- Miserere breu a 8 veus amb violins (1772);
- Miserere a 8 veus (1776);
- Lamentacio, de tiple (1778);
- Dixit Dominus, Beatus vis, Laudate i Magnificat a 8 veus (1763);
- Domine ad adjuvandum a 6 veus (1772);
- Dixit Dominus, 4.º to a 6 veus (1787);
- Beatus vir, 8.º to a 6 veus (1770);
- Magnificat, 6.º to a 6 veus amb violins (1787);
- Completas (Cum invocaré, Qui habitat i Nune dittis a 8 veus, Himne a duo, Versillos a solo, 1775);
- Villancico y Salmo de la seva oposició a 7 i 8 veus amb violins i trompes (1772);
- Rosario a 4 veus amb violins; Cinc villancets al Santíssim a 5, 6 i 8 veus amb violins (1776-79);
- 21 Villancicos de Navidad a 4, 5, 6, i 8 veus (1771-79).